# 佩里 (愛荷華州)
佩里（英語：Perry）是一個位於美國愛荷華州達拉斯縣的城市。

## 地理
佩里的座標為41°50′24″N 90°06′00″W / 41.84000°N 90.10000°W，而該地的平均海拔高度為293米（即961英尺）。

## 人口
根據2010年美國人口普查的數據，佩里的面積為10.83平方千米，當中陸地面積為10.80平方千米，而水域面積為0.03平方千米。當地共有人口8122人，而人口密度為每平方千米749人。